# Mstislaw

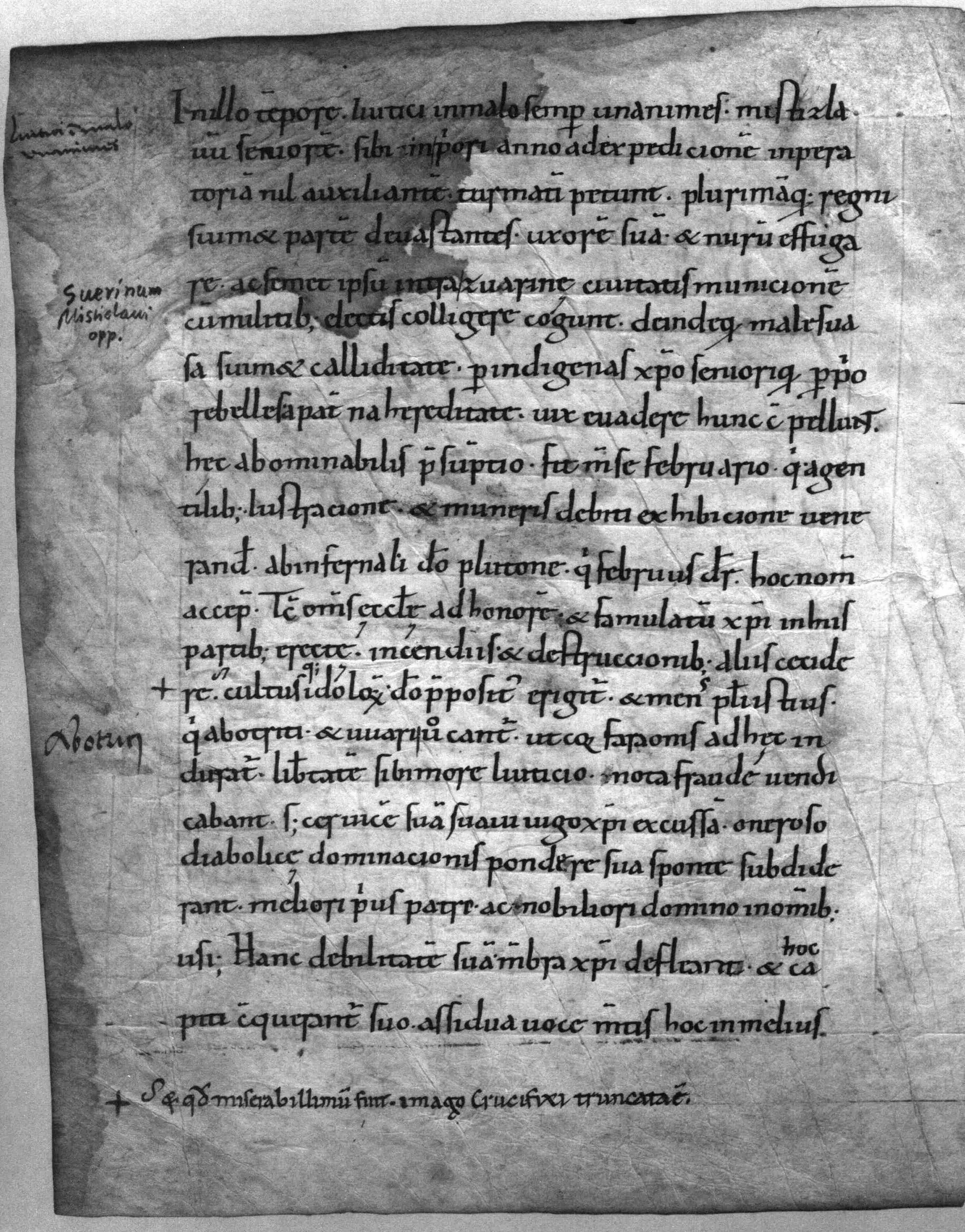
Menzione di Mistislaw come Mistizlavus nella cronaca di Tietmaro di Merseburgo.

Mstislaw, anche conosciuto come Mistislaw, Mstislav, Missizla o Mistizlavus (X secolo – 1019) è stato un sovrano obodrita e Samtherrscher degli obodriti, appartenente alla famiglia dei Naconidi.

## Biografia
Mstislaw, chiamato Mistizlavus da Tietmaro di Merseburgo, e Missizla da Adamo di Brema, era figlio di Mstivoj e divenne principe degli Obodriti alla morte del padre intorno all'anno 995/996. Ebbe un figlio di nome Pribignew, noto anche come Uto, che gli successe alla guida degli Obodriti nel 1020.
Nel 981, quando regnava ancora Mstivoj, Mstislaw fu posto dal padre alla guida del contingente di cavalieri Obodriti che parteciparono alla spedizione in Italia dell'imperatore Ottone II. L'appoggio di Mstivoj a questa spedizione era legato alla promessa fatta dal duca Bernardo I di Sassonia di dare la sua nipote in sposa a Mstislaw. La spedizione si interruppe nel luglio del 982, allorquando le truppe dell'imperatore furono sconfitte dagli arabi nella battaglia di Capo Colonna, subendo pesanti perdite. Quando Mstislaw rientrò in patria con i pochi superstiti, il duca Bernardo si rifiutò di mantenere la promessa.
La data dell'ascesa al potere di Mstislaw non è nota con certezza e fra gli studiosi non vi è uniformità di valutazione. Secondo alcuni questa ascesa avvenne nel 990 associandola ad un radicale cambiamento della politica degli Obodriti, mentre altri la collocano nel settembre del 995 legandola ad una visita amichevole che Ottone III fece in Meclemburgo in quel periodo che potrebbe quindi indicare la intronizzazione di Mstislaw.
Come suo padre, Mstislaw mantenne la sede del Meclemburgo come residenza reale e centro dell'autorita. Inoltre, dopo la distruzione della sede vescovile di Oldemburg a seguito della rivolta slava del 983,  Meclemburgo era diventata la residenza ufficiale dei vescovi di Oldenburg, e qui risiedettero i vescovi Reinbert (992 - 1013) e Bernhard (1013 - 1023) che si successero durante il regno di Mstislaw. 
Anche per quanto riguarda la questione delle tribù obodrite controllate da Mstislaw, e quindi il suo ruolo di Samtherrscher, la situazione non è del tutto chiara. Si può ipotizzare che i Polabi e Chizzini fossero fidelizzati, mentre non è chiara la posizione dei Wagri, anche se Tietmaro nella sua Chronicon lo descrive come sovrano degli Obodriti e dei Wagri. Quello che è certo è che tutta l'area lungo il corso inferiore del fiume Peene, abitata dai Circipani, non era sotto il controllo di Mstislaw, in quanto i Circipani stessi avevano stretto alleanza con i Lutici fino dal tempo dell'insurrezione slava del 983.
In politica estera Mstislaw mantenne buoni rapporti con l'imperatore Ottone III e il suo alleato sassone Bernardo I, a cui era accumumunato dalla fede cristiana e dall'inimicizia con il comune nemico costituito dai Lutici. Pertanto per tutta la durata del regno di Ottone III gli Obodriti non subirono nessun attacco. 
La posizione di Mstislaw divenne più incerta nel 1002 alla morte di Ottone. Infatti il successore di questo, Enrico II, nel 1003 strinse alleanza con i Lutici per attaccare il duca di Polonia Boleslao I che alla morte di Ottone II non aveva sostenuto la candidatura a re di Germania di Enrico, ma al contrario aveva spalleggiato il rivale di questo Eccardo I di Meißen. Questa mutata situazione privò Mstislaw dell'appoggio dei Sassoni e favorì l'opposizione interna della nobiltà obodrita che osteggiava la diffusione della religione cattolica e vedeva quindi nei pagani Lutici un alleato naturale. Nell'autunno del 1017 i Lutici e assediarono Mstislaw che si era ritirato nel castello di Schwerin. Da lì fu costretto a fuggire nel 1018 e rifugiarsi nel Bardengau presso il duca di Sassonia Bernardo II, dove morì poco tempo dopo.

## Ascendenza
|          |   |   | Genitori |  |  | Nonni |  |  | Bisnonni |  |
|          |   |   |          |  |  | Nakon |  |  | Zbigniew |  |
|          |   |   |          |  |  | Nakon |  |  | Zbigniew |  |
|          |   | … |          |  |  | Nakon |  |  |          |  |
| Mstivoj  |   |   |          |  |  | Nakon |  |  |          |  |
|          |   | … | …        |  |  |       |  |  |          |  |
|          |   | … | …        |  |  |       |  |  |          |  |
|          |   | … | …        |  |  |       |  |  |          |  |
| Mstislaw |   | … |          |  |  |       |  |  |          |  |
|          | … | … |          |  |  |       |  |  |          |  |
|          | … | … |          |  |  |       |  |  |          |  |
|          | … | … |          |  |  |       |  |  |          |  |
| …        | … |   |          |  |  |       |  |  |          |  |
|          |   | … | …        |  |  |       |  |  |          |  |
|          |   | … | …        |  |  |       |  |  |          |  |
|          |   | … | …        |  |  |       |  |  |          |  |
|          |   | … |          |  |  |       |  |  |          |  |